# Rod Perry
Pour les articles homonymes, voir Perry.
Rod Perry est un acteur, directeur de la photographie et producteur américain né le 30 juillet 1934 à Coatesville, Pennsylvanie (États-Unis) et mort le 17 décembre 2020.

## Filmographie

### Comme acteur
- 1970 : The Evil Within
- 1974 : The Autobiography of Miss Jane Pittman (TV) de John Korty : Joe Pittman
- 1974 : The Life and Times of Captain Barney Miller (TV)
- 1974 : Le Parrain noir de Harlem (The Black Godfather) : J. J.
- 1974 : Trapped Beneath the Sea (TV) : Jimmy
- 1975 : The Black Gestapo (en) de Lee Frost (en) : Général Ahmed
- 1975 : Section 4 (S.W.A.T.) : Sergent David Kay
- 1993 : Babylon 5 : Général Netter
- 2003 : S.W.A.T. unité d'élite (S.W.A.T.) de Clark Johnson: Deke's Dad
- 2005 : Halloween House Party

### Comme directeur de la photographie
- 1981 : Sourdough

### Comme producteur
- 1979 : Pacific Inferno